# Southpaw
Southpaw (Pata do Sul) refere ao lutador canhoto, que tem como base o pé e mão direita a frente.
No boxe, Southpaw é feita da mesma forma, a mão esquerda próxima ao queixo, e a mão direita a frente. A mão direita, seria a mais fraca e com menos domínio, por isto fica a frente da esquerda (que tem mais força). A ideia é guardar o soco de sua mão com maior domínio para derrubar o oponente, com o chamado "nocaute" (oponente perde os seus sentidos).     
Com a mão esquerda, o atleta Southpaw pode fazer 4 golpes: "direto" (soco em direção a frente do rosto do oponente), "cruzado" (soco cruzado, em função de atingir o queixo), "gancho" (soco de baixo para cima, em direção ao queixo). Com a direita  o atleta usaria o "jab" (um soco usado para esquiva ou para ataques rápidos e fintas). Hapers é o nome dado aos socos na região estomacal, que faz o oponente se cansar e perder o fôlego.